# 복숭아 이모지

복숭아 이모지

복숭아 이모지(🍑)는 분홍색 및 주황색 복숭아를 바탕으로 한 이모지다. 이모지는 가운데 주름 때문에 사람의 엉덩이나 외음부 와 닮았기 때문에로 소셜 미디어에서 완곡어법으로 사용되고 있다. 가지 이모지(🍆)와 짝을 이루며 자주 같이 사용된다.

## 컴퓨팅 코드
| 미리 보기                 | 🍑              | 🍑          |
| ------------------------- | --------------- | ----------- |
| 유니코드 이름             | PEACH           | PEACH       |
| 인코딩                    | 10진            | 16진        |
| 유니코드                  | 127825          | U+1F351     |
| UTF-8                     | 240 159 141 145 | F0 9F 8D 91 |
| UTF-16                    | 55356 57169     | D83C DF51   |
| 수치 문자 참조            | &#127825;       | &#x1F351;   |
| Shift JIS (au by KDDI)    | 243 250         | F3 FA       |
| 7-bit JIS (au by KDDI)    | 122 124         | 7A 7C       |
| Emoji shortcode           | :peach:         | :peach:     |
| Google name (pre-Unicode) | PEACH           | PEACH       |
| CLDR text-to-speech name  | peach           | peach       |
| Google substitute string  | [モモ]          | [モモ]      |